# End of You
End of You es una banda finlandesa de rock alternativo y rock gótico con elementos electrónicos, procedente de Helsinki y activa desde 2003.

## Historia
Todo surgió bajo iniciativa de Jami Pietilä. Tras un primer videoclip y una demo de 7 canciones denominada Walking With No One consiguen captar el interés de oyentes de metal gótico y obtienen un contrato con Spinefarm (propiedad de Universal Music). A finales de 2005, el sencillo Walking With No One alcanza la decimoséptima posición en las listas de radio finlandesas, dicho sencillo es lanzado a nivel europeo a comienzos del 2006 y en marzo de ese mismo año sale a la luz el disco debut Unreal. Posteriormente el grupo es entrevistado en diferentes revistas de música y programas de tv/radio, y dieron bolos en diferentes festivales.
El segundo disco de End of You titulado Mimesis salió a la venta en abril de 2008 con You Deserve More como primer sencillo. Dicho disco obtuvo una muy buena acogida y al igual que el disco anterior fue producido por Hiili Hiilesmaa (HIM, Apocalyptica). En 2009, End of You deciden pedirle la carta de libertad a Spinefarm y editar su tercer disco Remains of the Day bajo Playground music. A pesar de ello, el sencillo Star Parade pudo sonar muy a menudo en varios bares de rock y clubes nocturnos finlandeses. 
Tras un show como cabezas de cartel en el famoso Tavastia rock club en Helsinki, End of You deciden dar un parón indefinido tras algo más de ocho años de carrera. Tras dicha decisión, Jami Pietilä decide viajar por todo el mundo durante casi un año. Tras dicho viaje se da a conocer que End of You habían escrito material suficiente para varios discos de estudio pero aun así accedieron a no completar y lanzar dicho material de momento.
En 2017, End of You vuelve a retomar la actividad grupal y desde entonces han salido a la luz varios sencillos de los cuales dos de ellos fueron escritos en finés (lengua materna).

## Discografía

### Demos
- Walking With No One - 2004

### Discos de estudio
- Unreal - 2006
- Mimesis - 2008
- Remains of the Day - 2010

### Sencillos
- "Walking With No One" (2006)
- "Upside Down" (2006)
- "You Deserve More" (2008)
- "Star Parade" (2010)
- "Just Like You" (2011)
- "Drift Away" (2013)
- "Stay" (2017)
- "Soul Eater" (2018)
- "Bird on the Wire" (2018)
- "Tyhjä Maa" (2019)
- "Ikuisessa meressä" (2020)
- "Aika" (2020)
- "Too Far Apart" (2025)

### Aparición en recopilatorios
- Spinefarm Metal DVD Vol. III (2007)
- Orkus Magazine 19 (CD, Smplr, Enh) (2006)
- Metal Hammer: Grilled à la Spinefarm  (2005)

## Miembros

### Actuales
- Jami Pietilä – voz (2003–actualidad)
- Jani Karppanen – guitarras (2003–actualidad)
- Joni Borodavkin – teclados (2003–actualidad)

### Antiguos
- Marko Borodavkin – bajo (2009–2017)
- Timo Lehtinen – bajo (2003–2009)
- Mika Keijonen – batería (2004–2008)
- Rami Kokko – batería (2003–2004)
- Otto Mäkelä – batería (2009–2010)
- Heikki Sjöblom – batería (2010–2011)